# فيكتورس مورزس
فيكتورس مورزس (30 يوليو 1980 بفانغاجي في لاتفيا - ) هو لاعب كرة قدم لاتفي في مركز الوسط. شارك مع منتخب لاتفيا لكرة القدم. أما مع النوادي، فقد لعب مع سسكا صوفيا ونادي سبارتاكس يورمالا ونادي سكونتو ونادي نافتان نوفوبولوتسك ونادي فالميرا وPAEEK FC ‏ وAtromitos Yeroskipou ‏.

## روابط خارجية
- فيكتورس مورزس على موقع قاعدة بيانات كرة القدم.إي يو (الإنجليزية)
- فيكتورس مورزس على موقع ناشيونال فوتبول تيمز (الإنجليزية)
- فيكتورس مورزس على موقع Soccerway.com (الإنجليزية)